# الشريف محمد أمزيان
الشريف محمد امزيان هو من أبناء أحمد عبد السلام القلعي الريفي الأمازيغي، ولد سنة 1859. أسست عائلته زاوية في أزغنغان قرب مدينة الناظور عرفت بزاوية أولاد أحمد عبد السلام القلعي، تلقى تعليمه في المسجد كسائر أبناء الريف المغربي في تلك الفترة، اشتغل منذ شبابه في التجارة، خاصة بين الريف والجزائر، وقد عرف بحميد الأخلاق ومساعدة الناس وحبهم، وتحلى بمجموعة من المزايا الشخصية من ذكاء واستقامة وحب لبلاده وقوة العزيمة وعبقرية في التنظيم ومعاشرة الناس أي كل الخصال التي تميز شخصية فذة، لذلك حظي باحترام أهل الريف، وكان حسن السمعة في قبائل قلعية وقبائل كبدانة، ولمكانته هذه كان يشرف على العقود الجماعية، ويقصده الناس لتسوية النزاعات.
كان أبناء الريف حين ينهون حرث أرضهم ومنذ فصل الربيع وأيضا بعد جمع المحصول في فصل الصيف ينتقلون إلى الجزائر ليشتغلوا في ضيعات المستعمرين الفرنسيين، كان انتقالهم مغامرة محفوفة بالمخاطر، سواء حين يقطعون نهر ملوية الذي يمكن أن تجرفهم مياهه وكثيرا ما كان يحدث، أو بكثرة قطاع الطرق الذين يتربصون، خاصة خلال موسم العودة لتجريد الريفيين مما جمعوه من أشغالهم في الجزائر، لذلك كثيرا ما كانوا ينتقلون في جماعات في كنف شخص يعرف الطريق ويعرف كيف يقطع نهر ملوية.
كانت تلك الجماعات من الريفيين تسير تحت كنفه سواء في ذهابهم أو في إيابهم، لحظوته بين الناس في الطريق، وفوق هذا كله يحترمه زعماء القبائل الريفية، ورغم أنه لم يدخل المعترك العسكري والسياسي إلا بعد أن بلغ الخمسين من عمره، فإن مكانته وأسرته في قبائل قلعية الريفية كان يفرض عليه أن يعيش أحداث أبناء جلدته عن كثب، خاصة تلك التي تتعلق بالحروب ضد إسبانيا وليس من المعقول أن يجهل حرب الريف 1893 بكل شراستها العسكرية وخطورتها السياسية، ويبقى بعيدا عن المناوشات اللاحقة مع الاستعمار. لذلك أيضا لا يمكن لامزيان إلا أن يطفو على سطح الأحداث حين نزل بوحمارة في الريف خاصة في قبائل ايث قلعية، فيتمرد عليه ويدعو القبائل إلى محاربته وهذا ما يؤكده الكاتب جرمان عياش " الشريف امزيان من الاوائل الذين تفطنوا إلى تواطؤ (الزرهوني) (بوحمارة) مع الأجانب وعملوا على فضحه"، لذلك كان الشريف أمزيان ضمن زعماء القبائل الذين تحركوا للدفاع عن أرضهم والقضاء على هذا الشرير الزرهوني القادم من أجل نهب خيرات الريف، واغتصاب النساء والأطفال (ولذلك خرب بوحمارة دار الشريف ونهبها)، وبعد أن انهزم بوحمارة الزرهوني أمام قبيلة آيت ورياغل، وتم طرده من الريف، ذهب امزيان على رأس وفد إلى مدينة فاس بالمغرب سنة 1909 لطرح قضية الريف وطلب المساعدة من سلطان المغرب للدفاع عن الأراضي والشرف ضد غزوات المستعمرين ولكنه لم يتلق جوابا، فعاد إلى الريف ووحد كلمة القبائل للدفاع عن البلاد، وهكذا إلى أن تحمل مسؤولية قيادة ثورة الريف الأولى سنة 1909.